# Öppen stad
Innebörden av öppen stad är enligt Haagkonventionerna att en stad i krigstid vid ett befarat fientligt anfall inte ämnar försvara sig utan lämnar stadsportarna öppna för fiendens styrkor att besätta staden utan strid. Detta har hänt många gånger i krigshistorien, när man insett att det är meningslöst att försvara sig mot en överlägsen fiende och man vill skona staden mot onödig förstörelse. Likaså får en oförsvarad stad som saknar typiska militära mål inte anfallas eller bombas.

## Historiska exempel
Exempel på städer som förklarats som öppen stad:
- Bryssel 1940 (runt 17 maj), när de tyska trupperna avancerade mot Belgiens huvudstad.[2]
- Paris 1940, då den franska regeringen lämnade staden när det var uppenbart att staden inte kunde försvaras.[1]
- Manila 1941, när den amerikanska militärledningen insåg att staden vid den tiden hade förlorat sitt strategiska värde.[1]
- Rom 1943, när den tyska armén var på väg att ockupera Italien.[1]

Anfallande militärstyrkor har inte alltid respekterat att en stad har förklarat sig som öppen stad. Ett exempel på detta var det tyska bombanfallet mot Belgrad i april 1941.